# OmaSP-Stadion
Het OmaSP-Stadion (ook bekend als Seinäjoki Voetbalstadion) is een multifunctioneel stadion in Seinäjoki, een stad in Finland. In het stadion is plaats voor 6.000 toeschouwers. Het stadion werd geopend in 2016.

## Gebruik
Het stadion wordt vooral gebruikt voor voetbalwedstrijden, de voetbalclub Seinäjoen Jalkapallokerho maakt gebruik van dit stadion.
In 2018 werd dit stadion gebruikt voor het Europees kampioenschap voetbal mannen onder 19. Er werden in dit stadion vijf groepswedstrijden, de finale en een play-off voor het Wereldkampioenschap voetbal onder 20 - 2019.